# Liste des articles uniformologiques
Le présent article a pour but de dresser un inventaire des articles traitant de l'uniformologie et des articles en relation avec le sujet (équipements militaires individuels, armement individuel…).

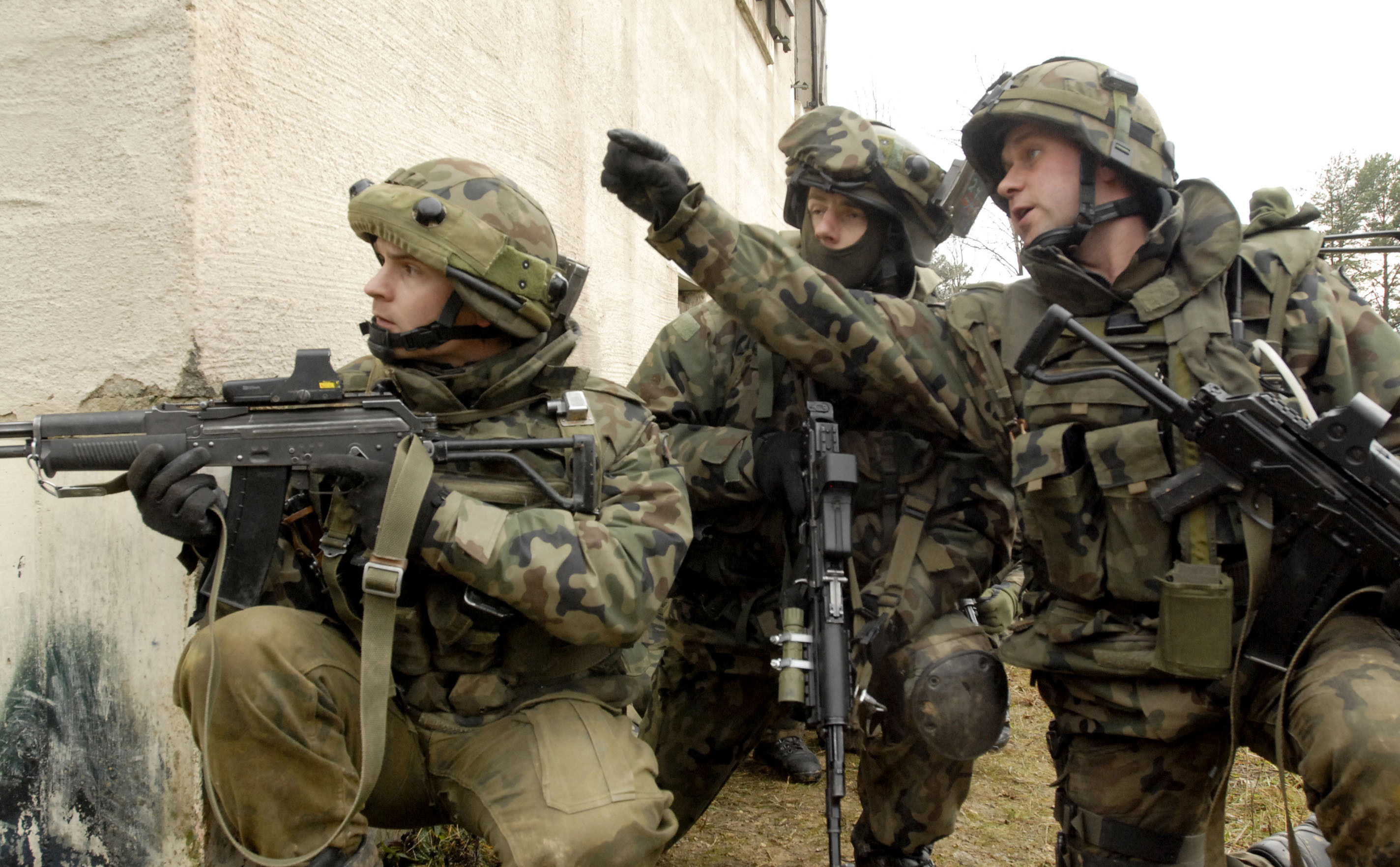
Soldats des forces armées polonaises en 2006.

## Antiquité

### Grèce antique
- Hoplite

### Rome antique

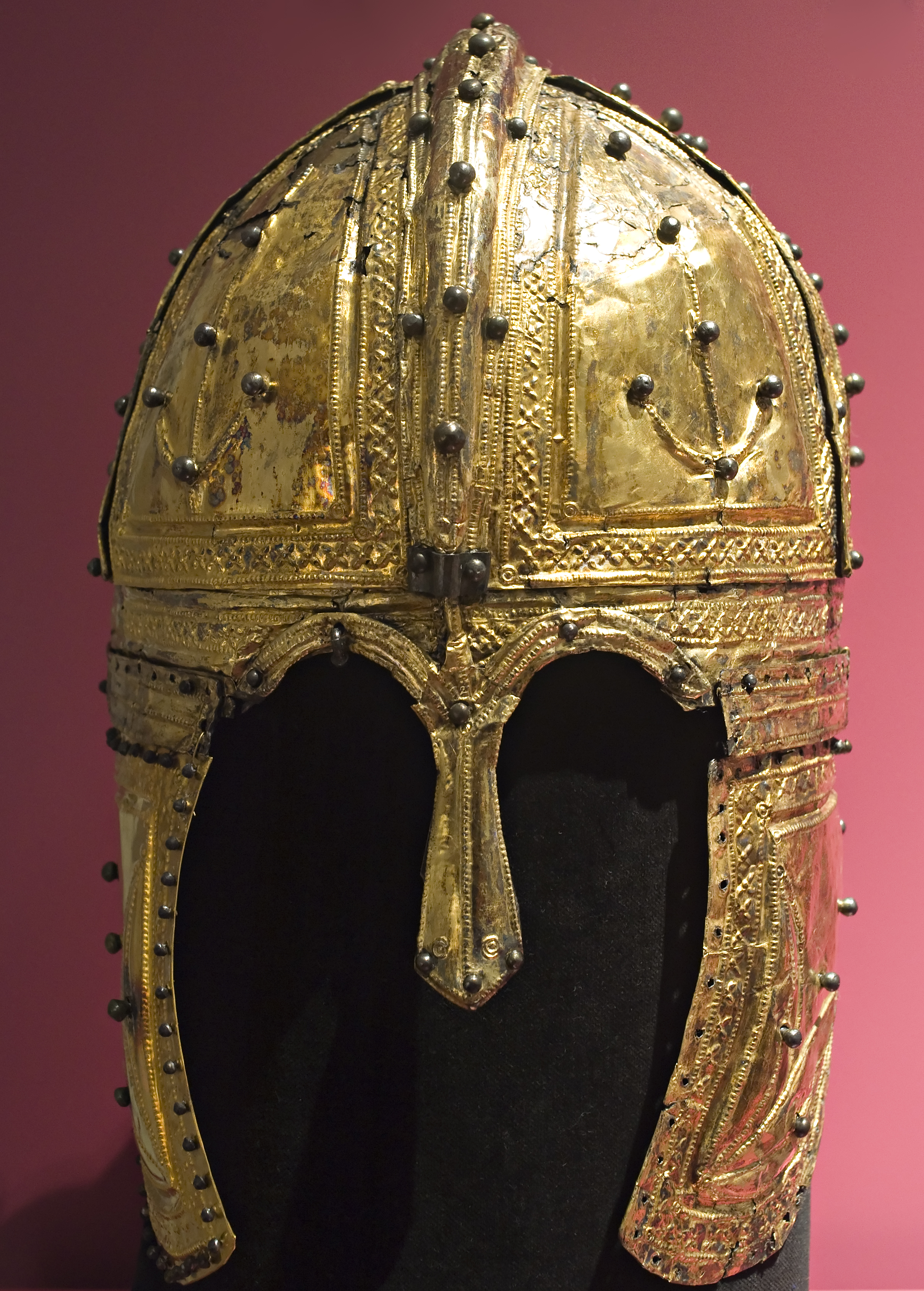
Casque de la cavalerie de l'armée romaine.

- Légion romaine

### Empire byzantin
- Armée byzantine
- Garde varangienne

## Moyen Âge
- Almogavres
- Compagnia di San Giorgio
- Ordre du Temple

Voir aussi Byzance supra

## Renaissance
- Compagnie noire (XVIe siècle)
- Doppelsöldner
- Lansquenet
- Mercenaires suisses
- Reître

## Période Napoléonienne

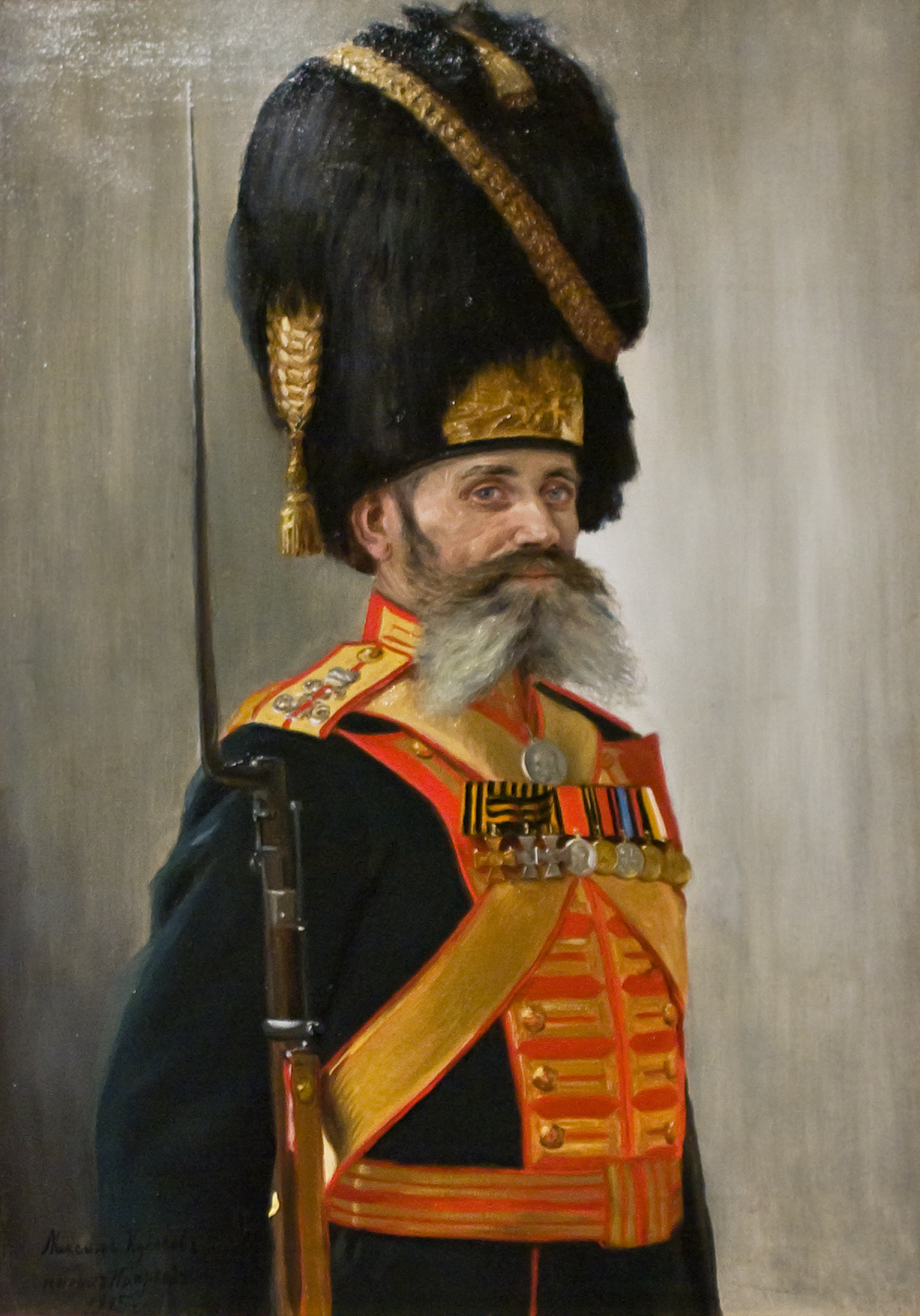

- Vélite (Premier Empire)

## Époque moderne (XIXe-XXesiècles)
- Uniformologie : Armée belge 1831-1940
- Uniformologie : Chine 1832 - 1948
- Uniformologie : Armée impériale japonaise 1873-1945

## Première Guerre mondiale
- Uniformologie : Armée britannique dans la 1GM
- Uniformologie : Troupes du Commonwealth dans la 1GM
- Sturmtruppen

## Seconde Guerre mondiale

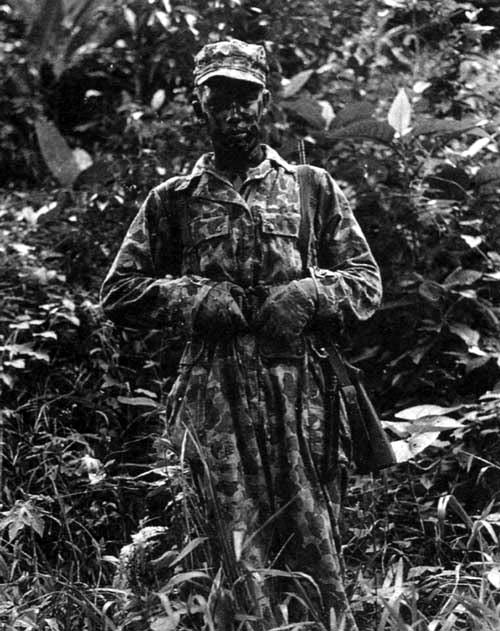

- Uniformologie : Armée britannique dans la 2e Guerre mondiale
- Uniformologie : Troupes du Commonwealth dans la 2e Guerre mondiale
- Uniformologie : Troupes terrestres et aéroportées de la Luftwaffe
- Battle dress
- Grades de la Wehrmacht
- Grades de la Schutzstaffel

## Époque contemporaine (1945- )
- Grades des forces armées des États-Unis
- Grades de l'armée belge
- Grades de l'armée britannique
- Grades des Forces canadiennes
- Grades militaires croates
- Grades de l'armée espagnole
- Grades de l'armée française
- Grades de l'armée indienne
- Grades de l'armée néerlandaise
- Grades de l'armée serbe
- Grades de l'armée sénégalaise
- Grades de l'armée suisse

## Histoire militaire de l'Asie
- Samouraï
- Uniformologie : Chine 1832 - 1948
- Uniformologie : Armée impériale japonaise 1873-1945

## Généralités
- Catégorie:Glossaire militaire
- Catégorie:Uniformologie

### Effets militaires
- Armure (équipement)
- Tunique - Dolman - Treillis (vêtement militaire) - Ghillie suit
- Épaulette (militaire)
- Guêtre -  Jambière - Chaussette russe
- Catégorie:Casque militaire

### Formations militaires historiques
- Condottiere
- Garde suisse pontificale
- Janissaire
- Turcopole

### Troupes coloniales et indigènes

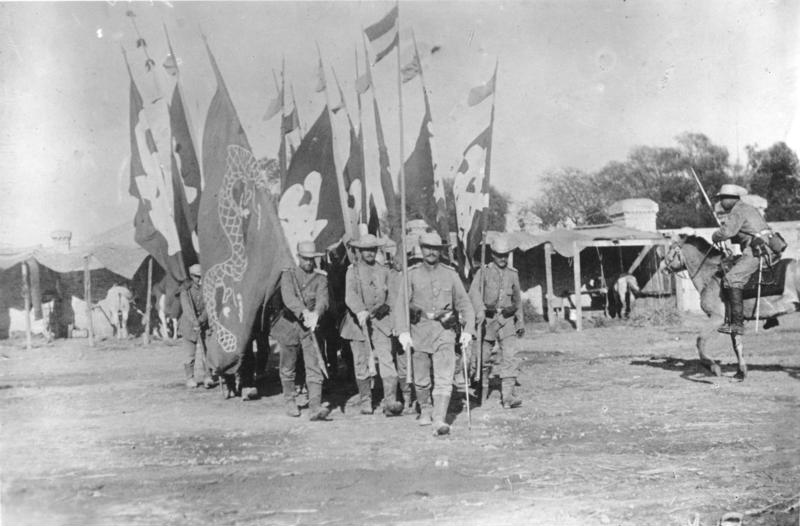

- Schutztruppe

## Articles liés
- Armées anciennes
- Figurine
- Modélisme militaire